# Julodis faldermanni
Julodis faldermanni es una especie de escarabajo del género Julodis, familia Buprestidae. Fue descrita científicamente por Mannerheim en 1837.